# 硫酚

苯硫酚是常见的硫酚之一

硫酚（thiophenols）是一类巯基与芳基相连的有机化合物，它在结构上是酚的氧原子被硫取代的产物。

## 合成
硫酚可以酚为原料，转化为硫代氨基甲酸酯后，经过Newman–Kwart重排反应，再加热分解制得：

## 性质

### 酸性
硫酚的酸性强于相应的酚类化合物，且接有吸电子基团的硫酚酸性更强。例如，苯硫酚的pKa为6.2，4-硝基苯硫酚的pKa为4.4，对比苯酚和4-硝基苯酚的pKa分别为9.99和7.15。

### 还原性
硫酚在碱存在下容易被氧化为相应的二硫化物。在反应过程中，硫酚在碱作用下生成硫酚阴离子（ArS−），然后被氧气氧化为硫酚自由基（ArS·），最后发生二聚，形成ArSSAr。